# Ryūhei Kitamura
Ryūhei Kitamura (北村 龍平?, Kitamura Ryūhei; Ōsaka, 30 maggio 1969) è un regista e sceneggiatore giapponese.

## Biografia
Dopo aver studiato cinema in Australia, Kitamura debuttò nella regia cinematografica nel 1996, dirigendo il film d'azione Heat After Dark, seguito dall'horror Down to Hell. 
Nel 2000 si fece conoscere definitivamente, dirigendo il fantasy Versus. Nel 2003 diresse Azumi, interpretato dalla idol Aya Ueto, e Aragami, che narra di due samurai, frutto di una scommessa con il regista Yukihiko Tsutsumi, che nello stesso anno diresse 2LDK, consistente nel realizzare un film con due soli personaggi e un'unica ambientazione.
Nel 2004 Kitamura girò Godzilla: Final Wars, ventinovesimo film dedicato al celebre mostro giapponese Godzilla. Nel 2008 girò il suo primo film negli Stati Uniti d'America, Prossima fermata: L'inferno, in lingua inglese e interpretato da attori statunitensi.

## Filmografia
- Heat After Dark (1996)
- Down to Hell (1997)
- Versus (2000)
- Jam Films (episodio: The Messenger - Requiem for the Dead) (2002)
- Alive (2002)
- Sukai hai (serie TV, 1 episodio) (2003)
- Aragami (2003)
- Azumi (2003)
- The Messenger (cortometraggio) (2003)
- Sky High (2003)
- Longinus (cortometraggio) (2004)
- Gojira - Final Wars (Gojira: Fainaru uôzu) (2004)
- Sakurajima (documentario) (2004)
- LoveDeath (2006)
- Romance Novel (film TV) (2006)
- Prossima fermata: l'inferno (The Midnight Meat Train) (2008)
- BATON (2009)
- No One Lives (2012)
- Lupin III (2014)
- Downrange (2017)
- Nightmare Cinema (2018) - episodio Mashit
- Doorman (2020)
- Fuga verso l'inferno: The Price We Pay (2022)